# En Astruc de Lunel
En Astruc de Lunel, originalmente llamado Abba Mari ben Moses ben Joseph (1250, Lunel, Hérault - 1306) fue un intelectual judío de Francia. Respetaba mucho a Maimónides, pero argumentaba que sus seguidores socavaban la fe al estudiar la Biblia metafóricamente. En 1305 por medio de misivas, persuadió al influyente rabino de Barcelona Shlomo ben Aderet (1235–1310), de prohibir el estudio o la enseñanza de la ciencia y la filosofía a los menores de 25 años). Esto dio lugar a una controversia que casi divide a las comunidades judías de Francia y España. Se evitó la desunión cuando Felipe IV expulsó a los judíos de Francia en 1306 y Abba Mari se asentó en Mallorca.